# 派拉蒙 (加利福尼亚州)
派拉蒙（英語：Paramount），是美国加利福尼亚州洛杉矶县下属的一座城市。建市于1957年1月30日，面积大约为4.73平方英里（12.3平方公里）。根据2010年美国人口普查，该市有人口54,098人。